# Margarida Teresa da Silva e Orta
Margarida Teresa da Silva e Orta (São Paulo, 1711–Lisboa, 24 de octubre de 1793) (a menudo escrita como Teresa Margarida da Silva e Orta) fue una autora nacida en Brasil de la era de la Ilustración. Se la considera la primera novelista en lengua portuguesa. Inicialmente publicó bajo el seudónimo Dorotéia Engrassia Tavareda Dalmira, que es un anagrama perfecto de su nombre.

## Biografía
Nació en São Paulo, en la colonia portuguesa de Brasil. Su madre era una brasileña adinerada, Catarina de Orta, y su padre era portugués, José Ramos da Silva, caballero de la Orden de Cristo, proveedor de la Casa de la Moneda de Lisboa y exitoso hombre de negocios propietario de minas de oro y diamantes en Minas Gerais.
A la edad de seis años, se trasladó con sus padres a Portugal, donde permaneció el resto de su vida. Al regresar la familia a Lisboa, Silva e Orta y su hermana estudiaron en el Convento das Trinas, como preparación para unirse a una orden religiosa. En lugar de ello, se casó con Pedro Jansen Moller van Praet con quien tuvo doce hijos. Hablaba con fluidez portugués, francés e italiano.
Cuando enviudó a los 42 años, Silva e Orta fue acusada de mentirle al rey José sobre la relación secreta de su hijo menor con una mujer rica. Como consecuencia de ello, por orden del Marqués de Pombal, Silva e Orta fue mantenida cautiva durante siete años en el Monasterio de Ferreira de Aves. En 1777 fue liberada y se trasladó a vivir con su cuñado, Joaquim Jansen Moller.
Murió en 1793, a la edad de ochenta años.  Era hermana del escritor brasileño Matias Aires.

## Obras
Su obra principal es Maximas de Virtude e Formosura (Máximas de virtud y belleza), publicada en Lisboa en 1752 y reeditada en 1777 con el título Aventuras de Diófanes. Basada en la novela Télémaque de Fénelon, contiene una crítica al absolutismo real, recomendando en cambio que el Rey siga una política de paternalismo ilustrado. Las primeras impresiones de algunas de sus obras presentan un autor incorrecto: en lugar de Silva e Orta, muestran el nombre de un hombre.

### Manuscritos
- Teresa Margarida da Silva e Horta, encerrada en el monasterio de Ferreira, envió sus justas lágrimas al cielo en el siguiente poema épico-trágico, Novena al Patriarca San Benito.
- Carta dedicatoria a la Abadesa D. Anna Josefa de Castel-Branco

### Impresas
- Máximas de virtud y ferocidad con que Diófanes, Clíminea y Hemirena, Príncipes de Tebas, superaron los más duros desafíos de la desgracia, Lisboa, Officina Miguel Manescal da Costa, 1752.
- Aventuras de Diófanes, imitando al muy sabio Fenelón en su viaje a Telémaco
- Aventuras de Diófanes, imitando a Sapientissimo Fenelon en su Viaje a Telémaco de Dorothea Engrassia Tavareda Dalmira. Su verdadero autor Alexandre de Gusmão
- Historia de Diófanes, Clymenea y Hemyrena, Príncipes de Tebas. Historia moral escrita por la humana Señora Portuguesa , Lisboa, Typographia Rollandiana,

### Obras póstumas
En el libro Obra Reunida, de la Serie Revisões, publicado en 1993, además de Máximas de Virtud y Formosura (1752), también aparecen los textos que escribió en el claustro del Monasterio de Ferreira de Aves. Se trata del Poema Épico-Trágico, la Novena al patriarca São Bento y la Petición que la presa hace a la Reina N. Senhora. En la misma colección se encuentran testimonios de sus primeros críticos, como Rodrigo de Sá y Barbosa Machado, y textos críticos de Ernesto Ennes, Tristão de Athayde y Rui Bloem.